# Bogepynten
Der Bogepynten (norwegisch) ist eine Landspitze an der Ingrid-Christensen-Küste des ostantarktischen Prinzessin-Elisabeth-Lands. Sie liegt südwestlich der Barrierevika.
Norwegische Wissenschaftler benannten sie. In Australien ist sie als Cape Bogepynten bzw. Cape Nebbet geläufig.